# Ykkonen
Ykkonen (svensk: Ettan) er den næstbedste række i finsk fodbold, bestående af 10 klubber. 